# Josua van Iperen
Josua van Iperen (Middelburg, 23 februari 1726 - Batavia, 11 februari 1780) was een Nederlandse predikant en wetenschapper.

## Geboorte en scholing
Van Iperen kwam ter wereld in een van oorsprong Vlaams geslacht als zoon van Jacobus van Iperen en Johanna ter Beek. Hij volgde in zijn geboortestad Middelburg onderwijs aan de Latijnse School. Daarna studeerde hij aan de Universiteit Groningen en de Universiteit Leiden.

## Loopbaan

### Predikant
Na zijn studie begon Van Iperen vanaf 1750 te werken als predikant in Lillo. Vervolgens nam hij in 1765 een beroep aan naar Veere. Als predikant in de Zeeuwse stad werd hij door de Staten van Zeeland in 1772 gekozen om als vertegenwoordiger van Zeeland mee te werken aan de Psalmberijming van 1773. Na de afronding van deze berijming vertrok hij in april 1777 naar Batavia, nadat de VOC hem op voorstel van de VOC-Kamer Zeeland had voorgedragen. Eenmaal daar aangekomen ging het snel bergafwaarts met zijn gezondheid. Van Iperen kon niet goed tegen het tropisch klimaat en overleed elf maanden na aankomst.

### Wetenschapper
Naast zijn werk als predikant maakte Van Iperen zich als kind van de Verlichting verdienstelijk op verschillende wetenschappelijke gebieden. Hij was actief als historicus, en hield zich tevens bezig met sterrenkunde, dichtkunst en navigatie. Van Iperen was onder meer lid van de Hollandsche Maatschappij der Wetenschappen, het Zeeuwsch Genootschap, het Bataviaasch Genootschap en de Maatschappij der Nederlandse Letterkunde. Daarnaast was hij betrokkene bij dichtgenootschappen in Den Haag, Leiden en Amsterdam.
Als historicus was Van Iperen van mening dat de geschiedenis van de geschiedschrijving sinds de Oudheid een opwaartse lijn kende, met de Reformatie als belangrijke scheidslijn. Hij was een aanhanger van het werk van William Robertson en nam juist stelling tegen de in zijn ogen partijdig schrijvende David Hume en Voltaire. Van Iperen schreef talrijke verhandelingen over verschillende onderwerpen, variërend van een lijst met te weren germanismen tot een aanzet van de geschiedenis van Java.